# Districtul Dréan
Dréan este un district din provincia El Tarf, Algeria.